# Winston Ponder
Winston F. Ponder (nascido em 1941) é um famoso malacologista da Nova Zelândia que nomeou e descreveu muitos animais marinhos e de água doce, especialmente micromoluscos. Ele se formou com um MSc, PhD e DSc pela University of Auckland, Nova Zelândia. Ponder foi o principal cientista pesquisador na seção de malacologia do Australian Museum, Sydney, Austrália, e ajudou a construir a coleção de moluscos do museu, de modo que ela se tornou uma das mais extensas desse tipo no mundo. Ponder se aposentou deste cargo após uma longa carreira de mais de quarenta anos de pesquisa sobre moluscos, e agora é um bolsista honorário.
Ele foi presidente da Society of Australian Systematic Biologists e foi o editor-chefe da revista Molluscan Research da Malacological Society of Australasia. por 8 anos.
No início de sua carreira, em 1964, ele trabalhou em coleções Antártida juntamente com Richard Dell e Alan Beu, resultando em uma importante monografia sobre a Antártida bivalves, chitons e scaphopods.
Ponder é autor de mais de 300 publicações de pesquisa. Muitos deles são sobre os moluscos de água doce da Austrália e sobre a conservação de invertebrados. Uma contribuição importante foi uma taxonomia do Gastropoda, que publicou junto com David R. Lindberg em 199. Esta foi a última grande publicação sobre a taxonomia dos Gastropoda baseada na morfologia de caramujos e lesmas (suas formas e formas internas e externas), e não levou em consideração nenhuma análise de seu DNA ou RNA.
Em 2008, novamente com David Lindberg, ele editou o livro "Phylogeny and Evolution of the Mollusca" no qual 36 especialistas forneceram uma revisão atualizada sobre a história evolutiva dos moluscos, com base na reinvestigação de caracteres morfológicos, dados moleculares e o registro fóssil.

## Honras
Em 2008, Ponder recebeu o Prêmio Jubileu de Prata da Australian Marine Sciences Association por uma vida inteira de realizações em pesquisas sobre moluscos marinhos.
Em 2009, ele foi premiado com a Medalha Clarke em reconhecimento ao seu trabalho zoológico pela Royal Society of New South Wales.

## Alguns táxons de gastrópodes nomeados por Ponder

### Táxons mais altos
- Subclasse Eogastropoda Ponder & Lindberg, 1997
- Pedido Sorbeoconcha Ponder & Lindberg, 1997
- Subordem Hypsogastropoda Ponder & Lindberg, 1997

### Superfamílias
- Superfamília Glacidorboidea Ponder, 1986

### Famílias
- Eatoniellidae Ponder, 1965
- Rastodentidae Ponder, 1966
- Elachisinidae Ponder, 1985
- Emblandidae Ponder, 1985
- Epigridae Ponder, 1985
- Amathinidae Ponder, 1987
- Calopiidae Ponder, 1999

### Subfamílias
- Subfamília Pelycidiinae Ponder & Hall, 1983

### Géneros
- Microestea Ponder, 1965
- Rufodardanula Ponder, 1965
- Rastodens Ponder, 1966
- Rissolitorina Ponder, 1966
- Tridentifera Ponder, 1966
- Fictonoba Ponder, 1967
- Pseudodiala Ponder, 1967
- Pseudestea Ponder, 1967
- Pseudoskenella Ponder, 1973
- Lirobarleeia Ponder, 1983
- Kutikina Ponder & Waterhouse, 1997
- Kessneria Walker & Ponder, 2001

## Taxa com o nome de Ponder

### Géneros
Ponderia Hoaurt, 1986

### Espécies em ordem temporal
- Aspella ponderi Radwin & D 'Attilio, 1976
- Heliacus cerdaleus ponderi Garrard, 1977
- Limatula (Stabilima) ponderi Fleming, 1978
- Echineulima ponderi Warén, 1980
- Pisinna ponderi Palazzi, 1982
- Notocrater ponderi BA Marshall, 1986
- Oliva ( Miniaceoliva ) caerulea ponderi Petuch & Sargent, 1986
- Sassia ( Sassia ) ponderi Beu, 1986
- Tritonoharpa ponderi Beu & Maxwell, 1987
- Favartia (Favartia) ponderi Myers & d'Attilio de 1989
- Amalda ( Alcospira ) ponderi Ninomiya, 1991
- Choristella ponderi McLean, 1992
- Austrotrochaclis ponderi BA Marshall, 1995
- Powellisetia ponderi Numanami, 1996
- Fissidentalium ponderi Lamprell & Healy, 1998
- Posticobia ponderi Clark, 2009
- Amplirhagada ponderi Köhler, 2010